# François Caethoven
François Caethoven (* 10. September 1953 in Zele) ist ein ehemaliger belgischer Radrennfahrer und nationaler Meister im Radsport.

## Sportliche Laufbahn
1975 gewann er als Amateur bei den nationalen Meisterschaften im Bahnradsport die Silbermedaille im Steherrennen. Auch in der Mannschaftsverfolgung wurde er Vize-Meister. 1976 wurde er Dritter der Omnium-Meisterschaft. Mit Willy Sprangers als Partner konnte er die Meisterschaft im Zweier-Mannschaftsfahren 1977 gewinnen. 1978 gelang ihm der Titelgewinn in der Mannschaftsverfolgung. Mit ihm wurden sein Vetter Hendrik Caethoven, Luc Colijn und Patrick Lerno Meister. 1975 startete er mit der belgischen Nationalmannschaft im Bahnradsport auf der Winterbahn in der Werner-Seelenbinder-Halle in Berlin und gewann dort einige Rennen.
Auf der Straße siegte er in der Amateurausgabe des Eintagesrennens Omloop Het Volk sowie im Rennen Schaal Egide Schoeters 1978. 1976 startete er in der DDR-Rundfahrt. 1977 bestritt er die Internationale Friedensfahrt und beendete das Etappenrennen auf dem 78. Rang der Gesamtwertung.
1979 trat er ins Lager der Berufsfahrer über. Seinen Einstand als Profi gab im Radsportteam Carlos–Galli–G.B.C.

## Familiäres
Sein Sohn ist der ehemalige Radrennfahrer Steven Caethoven.